# Mindre bandgräsfjäril
Mindre bandgräsfjäril, Hipparchia hermione, är en fjärilsart som beskrevs av Carl von Linné 1764. Mindre bandgräsfjäril ingår i släktet Hipparchia och familjen praktfjärilar, Nymphalidae. Arten är ännu inte funnen i Sverige. Fyra underarter finns listade i Catalogue of Life, Hipparchia hermione graellsi Agenjo, 1961, Hipparchia hermione ibarrae Agenjo, 1961, Hipparchia hermione ochrea Agenjo, 1961 och Hipparchia hermione pardoi Agenjo, 1961.

## Bildgalleri

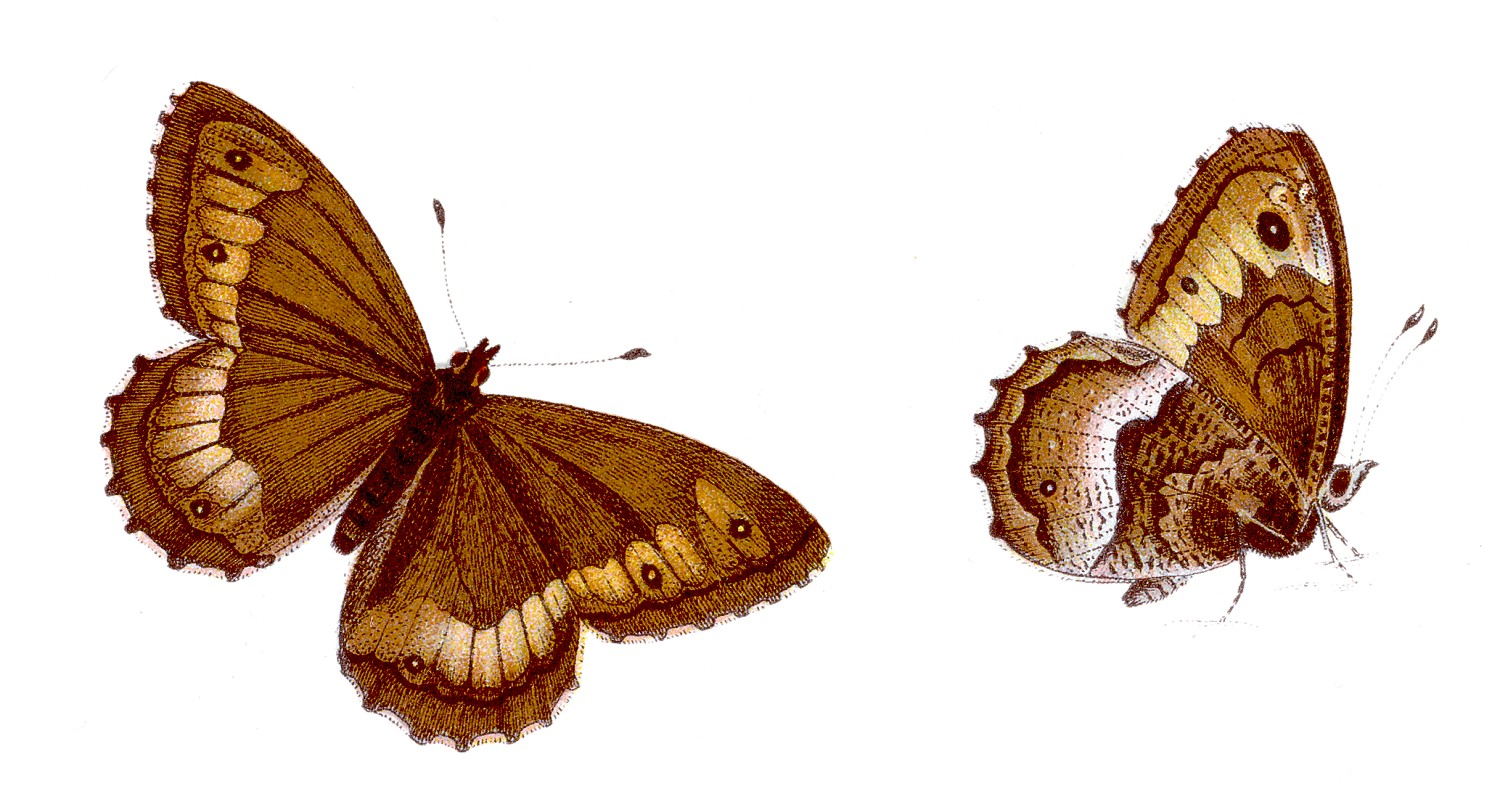
Illustration av imago fjäril, med och utan hopfällda vingar.
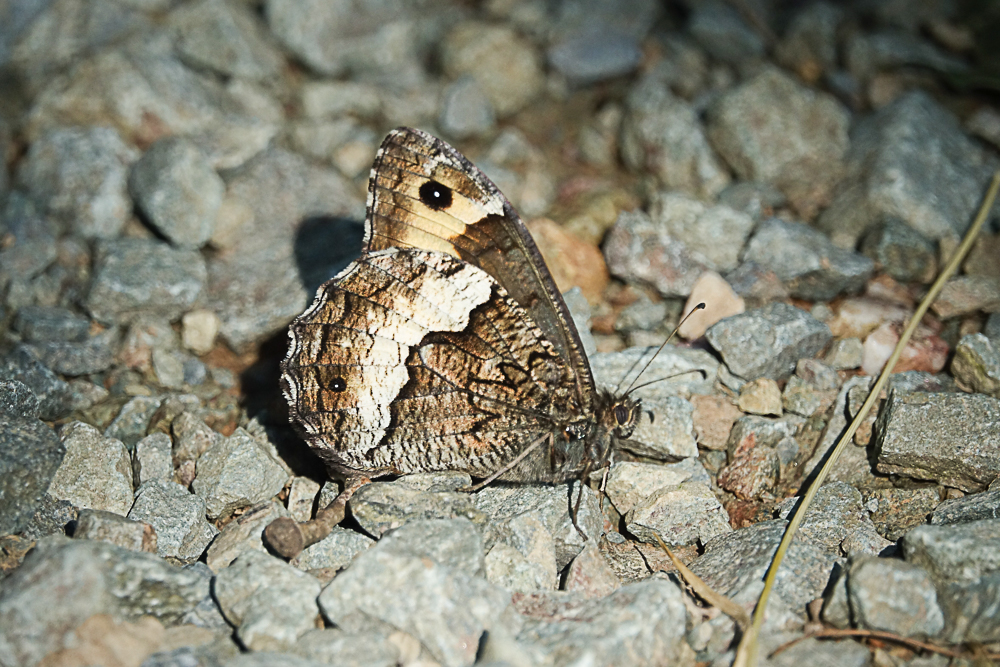
Imago fjäril, med hopfällda vingar.
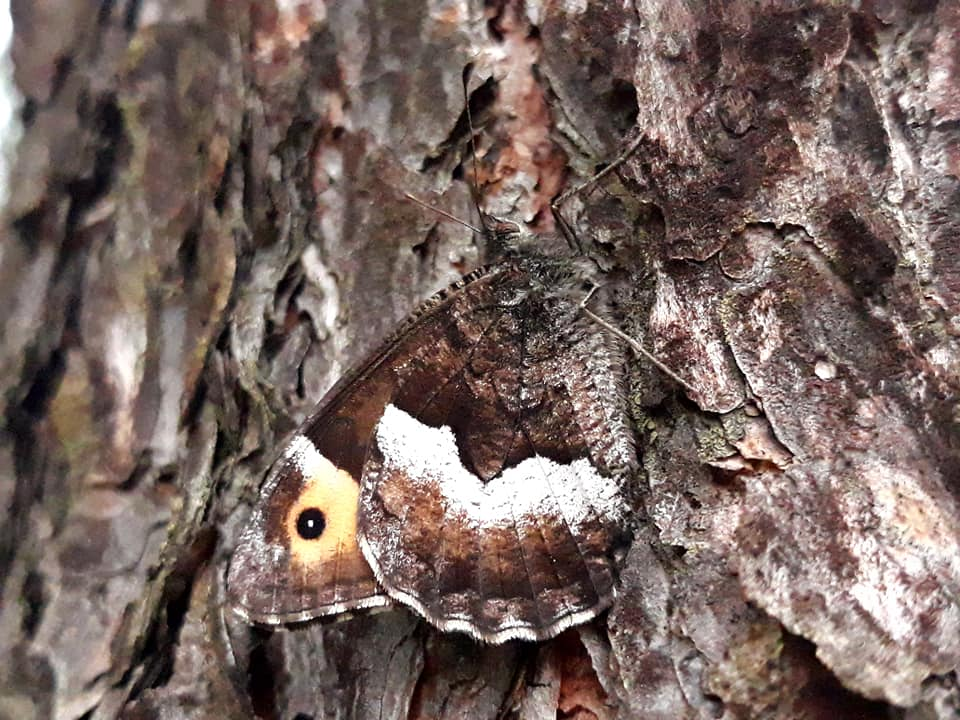
Imago fjäril, med hopfällda vingar.

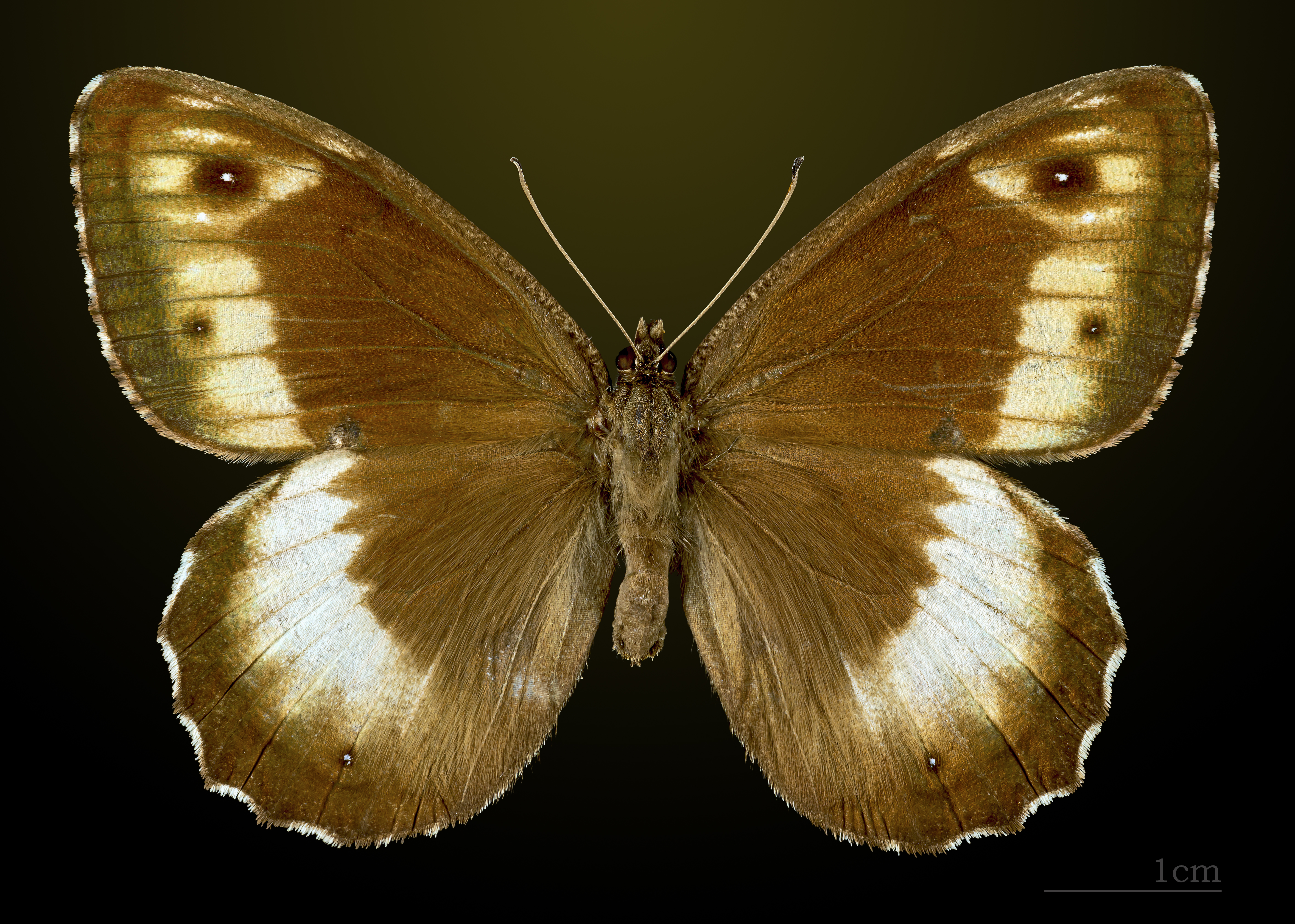
Preparerad (uppnålad) imago fjäril, ovansida.
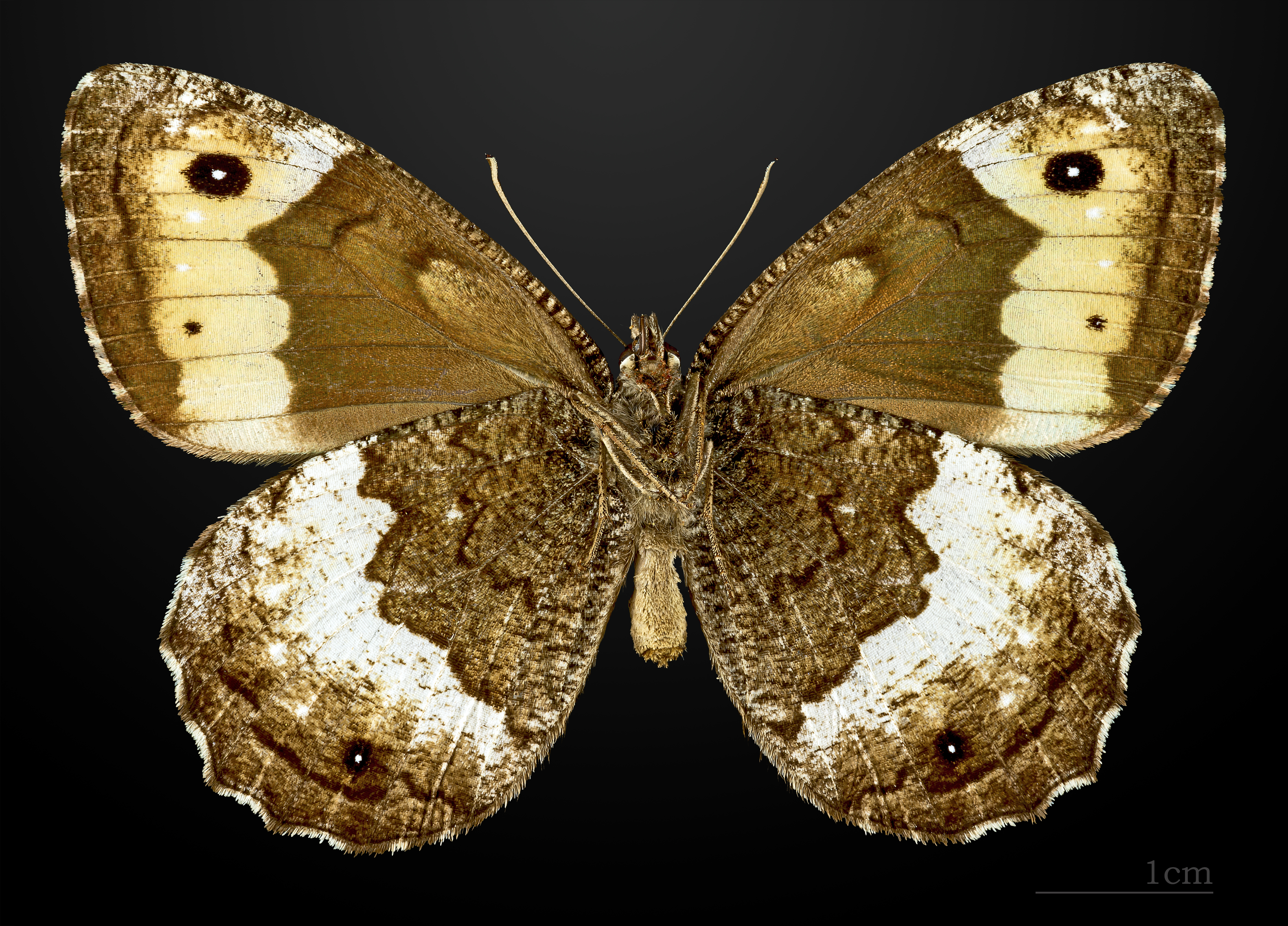
Preparerad (uppnålad) imago fjäril, undersida.